# Hypercapnie
Hypercapnie of hypercapnia is de benaming voor een verhoogde hoeveelheid koolstofdioxide in het bloed. Hypercapnie is meestal het gevolg van een te trage of ondiepe ademhaling of beademing, beter bekend als hypoventilatie.
De term is afkomstig van capnografie, het meten van de hoeveelheid CO2 in de lucht, in dit geval de lucht die iemand in en uitademt.
Het tegenovergestelde van hypercapnie is hypocapnie.
- Gemeinsame Normdatei: 4295441-1
- Library of Congress Control Number: sh85063681